# Raduše
Raduše este o localitate din comuna Slovenj Gradec, Slovenia, cu o populație de 226 de locuitori.